# 亞美莉亞·溫莎女勳爵
亞美莉亞·蘇菲亞·狄奧多拉·瑪麗·瑪嘉烈·溫莎女勳爵（1995年8月24日—）是英國肯特公爵愛德華王子的孫女，英國君主乔治五世的玄孫女。她出生於劍橋羅西醫院，是家中最小的孩子。父親喬治是圣安德鲁斯伯爵並是肯特公爵之位的繼承人。
亞美莉亞是家中唯一一位仍擁有英国王位继承權的人，排列第44位。她父親因和天主教徒結婚而失去继承權、長兄唐帕特里克勛爵及姊姊瑪里娜亦因改信天主教而失去继承權。2013年11月30日，她出席在法國巴黎舉行的巴黎名媛舞会（Le Bal des Débutantes）。畢業於愛丁堡大學。